# Allan Wanga
Allan Wanga Wetende (ur. 26 listopada 1985 w Kisumu) – kenijski piłkarz grający na pozycji napastnika. Od 2018 jest zawodnikiem klubu Kakamega Homeboyz FC.

## Kariera klubowa
Swoją karierę piłkarską Wanga rozpoczął w klubie Lolwe FC z miasta Kisumu. W sezonie 2005/2006 zadebiutował w nim w kenijskiej Premier League. W 2006 roku odszedł do stołecznego Tusker FC. W sezonie 2006/2007 wywalczył z nim tytuł mistrza Kenii.
W 2008 roku Wanga został zawodnikiem angolskiego klubu Atlético Petróleos de Luanda z Luandy. Zarówno w 2008, jak i 2009 roku wywalczył z nim mistrzostwo Angoli.
Na początku 2010 roku Wanga przeszedł do Bakı FK z Azerbejdżanu. Wiosną 2010 zdobył z nim Puchar Azerbejdżanu, a następnie wrócił do Kenii i do końca roku występował w Sofapaka Nairobi. W 2010 roku sięgnął po Puchar Kenii.
W 2011 roku Wanga podpisał kontrakt z wietnamskim zespołem Hoàng Anh Gia Lai. W wietnamskiej lidze zadebiutował 22 stycznia 2011 w przegranym 1:2 wyjazdowym meczu z Đà Nẵng FC, w którym strzelił gola.
W latach 2012–2014 Wanga grał w AFC Leopards Nairobi, z którym w 2013 roku wywalczył mistrzostwo Kenii. W latach 2014–2015 występował w sudańskim Al-Merreikh Omdurman, z którym został mistrzem Sudanu w 2015 roku oraz zdobył dwa Puchary Sudanu w latach 2014 i 2015. W latach 2016–2017 był zawodnikiem Tusker Nairobi, z którym w sezonie 2016 sięgnął po dublet - mistrzostwo i Puchar Kenii. W 2018 przeszedł do Kakamega Homeboyz FC.

### Statystyki klubowe
| Sezon   | Klub                         | Kraj        | Rozgrywki           | Mecze | Bramki |
| ------- | ---------------------------- | ----------- | ------------------- | ----- | ------ |
| 2005/06 | Lolwe FC                     | Kenia       | Premier League      | ?     | ?      |
| 2006/07 | Tusker Nairobi               | Kenia       | Premier League      | 23    | 21     |
| 2008    | Atlético Petróleos de Luanda | Angola      | Girabola            | 22    | 5      |
| 2009    | Atlético Petróleos de Luanda | Angola      | Girabola            | 4     | 0      |
| 2009/10 | Bakı FK                      | Azerbejdżan | Premyer Liqa        | 6     | 0      |
| 2010    | Sofapaka Nairobi             | Kenia       | Premier League      | ?     | ?      |
| 2011    | Hoàng Anh Gia Lai            | Wietnam     | V-League            | 24    | 6      |
| 2012    | AFC Leopards Nairobi         | Kenia       | Premier League      | ?     | 7      |
| 2013    | AFC Leopards Nairobi         | Kenia       | Premier League      | ?     | 11     |
| 2014    | AFC Leopards Nairobi         | Kenia       | Premier League      | ?     | 1      |
| 2014    | Al-Merreikh Omdurman         | Sudan       | Sūdān ’Awwal Ğāmi‘a | ?     | ?      |
| 2015    | Al-Merreikh Omdurman         | Sudan       | Sūdān ’Awwal Ğāmi‘a | ?     | ?      |
| 2015/16 | Azzam FC                     | Tanzania    | Ligi kuu Bara       | ?     | ?      |
| 2016    | Tusker Nairobi               | Kenia       | Premier League      | 12    | 5      |
| 2017    | Tusker Nairobi               | Kenia       | Premier League      | 22    | 5      |
| 2018    | Kakamega Homeboyz FC         | Kenia       | Premier League      | 21    | 4      |
| 2018/19 | Kakamega Homeboyz FC         | Kenia       | Premier League      | 30    | 17     |
| 2019/20 | Kakamega Homeboyz FC         | Kenia       | Premier League      | ?     | ?      |
| 2020/21 | Kakamega Homeboyz FC         | Kenia       | Premier League      | ?     | ?      |
| 2021/22 | Kakamega Homeboyz FC         | Kenia       | Premier League      | ?     | ?      |

## Kariera reprezentacyjna
W reprezentacji Kenii Wanga zadebiutował 3 czerwca 2007 roku w zremisowanym 0:0 meczu eliminacji do Pucharu Narodów Afryki 2008 ze Suazi. Od tego czasu do 2018 roku wystąpił w niej łącznie 46 razy zdobywając 9 bramek.